# Keith Meneses
Keith Meneses Aguilar (Lima, 9 de septiembre de 1991) es una voleibolista peruana que juega como atacante. Su equipo actual es Rebaza Acosta que participa en la Liga Nacional Superior de Voleibol del Perú. Fue una de las referentes del Sporting Cristal, club con el que obtuvo una medalla de bronce (en 2013) y una de plata (en 2014).
Desde el 2006 ha integrado en diversas ocasiones la Selección femenina de voleibol del Perú en sus diversas categorías.

## Biografía
Keith Meneses nació en Lima el 9 de setiembre de 1991 en el distrito de Pueblo Libre. Meneses cursó sus estudios de educación primaria y secundaria en la Institución Educativa Elvira García y García, actualmente cursa sus estudios universitarios en Administración de empresas en la Universidad San Ignacio de Loyola. En el 2014 participó como representante de la Región Lima en el certamen de belleza de Miss Perú.

## Clubes
| Club                      | País  | Año       |
| ------------------------- | ----- | --------- |
| Deportivo Alianza         | Perú  | 2006-2010 |
| Sporting Cristal          | Perú  | 2010-2011 |
| Boston College            | Chile | 2012-2013 |
| Sporting Cristal          | Perú  | 2013-2016 |
| Circolo Sportivo Italiano | Perú  | 2016-2017 |
| Universidad César Vallejo | Perú  | 2017-2019 |
| Deportivo Jaamsa          | Perú  | 2020-2023 |
| Rebaza Acosta             | Perú  | 2023-?    |

## Palmarés

### Distinciones individuales
- "Mejor Servicio" en el  Campeonato Sudamericano de Voleibol Femenino Sub-20 de 2008.[3]

### Clubes
- 2012:  "Campeona", Liga Chilena de Voleibol con  Boston College.
- 2013:  "Tercera", Campeonato Sudamericano de Clubes con  Boston College.
- 2013:  "Tercera", Liga Superior de Voleibol del Perú con  Sporting Cristal.
- 2014:  "Subcampeona", Liga Superior de Voleibol del Perú con  Sporting Cristal.

### Selección nacional

#### Categoría Sub-23
- 2010:  "Tercera",  Juegos Suramericanos ODESUR Medellín 2010.

#### Categoría Sub-20
- 2006: 4° Lugar  Sudamericano Juvenil Venezuela 2006.
- 2008:  "Tercera",  Sudamericano Juvenil Perú 2008.
- 2010:  "Subcampeona",  Sudamericano Juvenil Colombia 2010.

#### Categoría Sub-18
- 2006:  "Subcampeona",  Sudamericano Menores Perú 2006.
- 2007: 14º Lugar  Mundial Menores México 2007.